# Кай-Ахім Шенбах
Кай-Ахім Гайно Шенбах (нім. Kay-Achim Heino Schönbach; нар. 9 липня 1965, Кассель, Федеративна Республіка Німеччина) — німецький військовий діяч, віцеадмірал, інспектор (командувач) ВМС Німеччини (24 березня 2021 — 22 січня 2022).

## Біографія
Народився у місті Кассель. Закінчив гімназію Франца Мілтенбергера у Бад-Брюккенау. Із 1984 року служив у Військово-морських силах ФРН. У 1988 році закінчив Університет федеральних збройних сил у Гамбурзі, у 1990 році закінчив офіцерські курси. Із 1990 по 1992 рік служив офіцером на есмінці «Гамбург», у 1992—1994 роках перебував на стажуванні в Нідерландах. У 1995—1999 роках служив на фрегаті «Бранденбург», у 1999—2001 роках навчався на Адміралтейських курсах у Гамбурзі, у 2001—2008 роках служив у Міністерстві оборони Німеччини.
У 2004—2006 роках — старший офіцер на фрегаті «Шлезвіг-Гольштейн». У 2006—2008 роках був ад'ютантом генерального інспектора збройних сил Німеччини генерала Вольфанга Шнайдерхана. У 2008—2010 роках — командир фрегату «Мекленбург-Передня Померанія», на цій посаді брав участь у боротьбі із сомалійськими піратами. Пізніше знову служив у Міністерстві оборони Німеччини.
Із 19 червня 2016 року командував 2-ю постійною морською групою НАТО. Із 31 січня 2017 року командував Військово-морською академією у Фленсбурзі-Мюрвіку. Із 18 травня 2018 року — заступник міністра оборони Німеччини. Із 24 березня 2021 по 22 січня 2022 року — головний інспектор (командувач) ВМС Німеччини.

### Скандальні висловлювання щодо України і Путіна
21 січня 2022 року на закритій конференції в аналітичному центрі Інституту оборонних досліджень та аналізу Манохара Паррікала в Нью-Делі віцеадмірал Шенбах зробив скандальну заяву щодо ситуації в Україні та агресії Російської Федерації проти неї. Шенбах заявив, що Україна втратила Крим назавжди і вже ніколи його не поверне, а Путін заслуговує на повагу. Також Шенбах висловив думку про необхідність відновлення дружніх відносин з Росією, щоб уникнути її зближення з Китаєм. Адмірал заявив, що Україна і Грузія не мають бути прийняті в НАТО.
Заява Шенбаха викликала великий суспільний резонанс. Міністр закордонних справ України Дмитро Кулеба засудив цей виступ адмірала і викликав до себе посла Німеччини в Україні. Командування Збройних сил Німеччини заявило, що слова Шенбаха не відображають позицію Бундесверу і є виключно його особистою думкою.
22 січня 2022 року адмірал Шенбах вибачився за свої висловлювання і подав у відставку з військової служби і в той же день залишив посаду інспектора ВМС.